# Пощенска спестовна каса
Пощенска спестовна каса (ПСК) е българска държавна банка със седалище в София. Тя функционира между 1895 и 1951 година, когато става основата на новообразуваната Държавна спестовна каса.

## История
Пощенската спестовна каса е създадена през 1895 година, като дейността ѝ е регулирана със специален закон от следващата година. Основната цел на нейното учредяване е привличането на депозити от дребни спестители, които да бъдат използвани за кредитиране на държавния бюджет или за други цели, които правителствата приемат за полезни. При работата си с множеството дребни клиенти касата използва голямата мрежа от пощенски клонове на Български пощи.
В началото на 20 век 65% от капитала на ПСК е вложен в държавни ценни книжа, като по това време тя притежава 5% от непогасените държавни облигации. Държавата получава печалбата на ПСК, равняваща се на разликата в лихвите по ДЦК (6-7%) и лихвите по влоговете (4%), като на практика си осигурява по-евтино кредитиране. Освен това, например преди емитирането на държавен заем през 1904 година, касата е използвана за интервенции на фондови пазари в чужбина, целящи да покачат цените на българския държавен дълг, от които тя търпи загуби.
Специалният закон за ПСК е заменен от Закона за пощите и телеграфите от 1905 година, според който касата може да купува само облигации, издадени от правителството или Българска народна банка. Въпреки това през следващите години, под натиска на правителството, тя предприема рискови инвестиции, като изкупува облигации на Българска земеделска банка и някои общини, като Софийската и Варненската.
Пощенска спестовна каса преживява известен възход по време на Голямата депресия, когато много спестители в малки кооперативни и частни банки се пренасочват към нея, смятайки вложенията си за защитени от държавната собственост на ПСК. През 1935 година депозитите в касата са над 2 милиарда лева или около 17% от пазара. Въпреки този приток на вложения, ПСК поддържа относително високи лихви по влоговете, като използва привлечените средства за кредитиране на държавната Българска земеделска и кооперативна банка. Тази нейна политика е критикувана от икономисти, като Асен Чакалов, който смята, че ПСК възпрепятства понижаването на лихвените нива в цялата банкова система, а оттам и улесняването на кредитирането. Това положение е прекратено през 1937 година, когато правителството забранява на държавните банки да плащат лихви, по-високи от сконтовия процент на БНБ, ликвидирайки конкуренцията между тях за привличане на депозити.
През 1951 година правителството обединява ПСК с национализираните кооперативни популярни банки и земеделски кредитни кооперации и образува Държавна спестовна каса.